# Oxyopes gurjanti
Oxyopes gurjanti là một loài nhện trong họ Oxyopidae.
Loài này thuộc chi Oxyopes. Oxyopes gurjanti được miêu tả năm 1995 bởi Sadana & Gupta.